# Ulf Albert

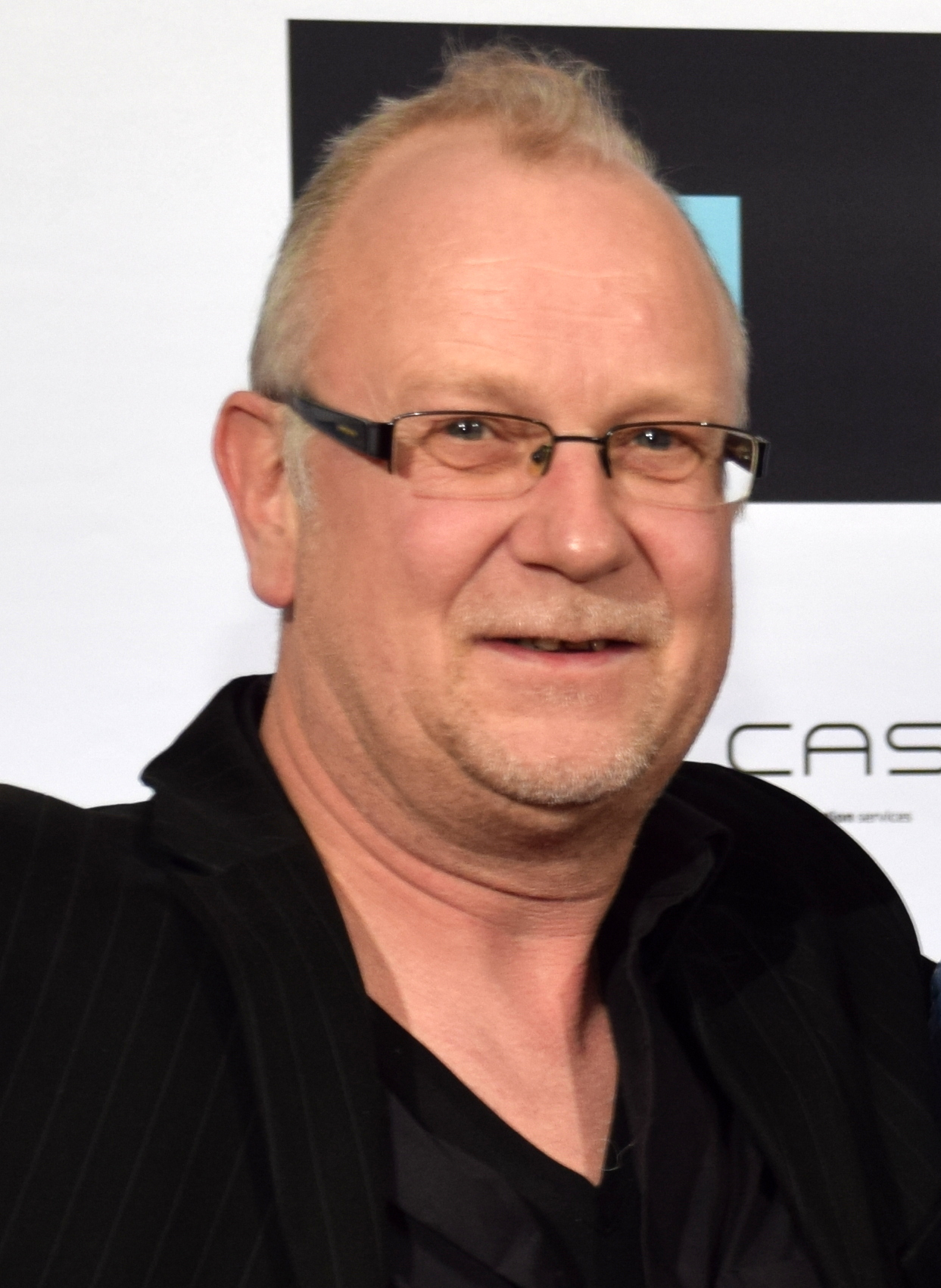
Ulf Albert 2015

Ulf Albert (* 1. August 1964 in Oldenburg) ist ein deutscher Filmeditor von Spiel- und Dokumentarfilmen. Die von ihm geschnittenen Filme erhielten zahlreiche nationale und internationale Auszeichnungen.
Bekannt wurde Ulf Albert besonders durch seine Zusammenarbeit mit dem Regisseur Jan Georg Schütte. Für die Montage des Films Altersglühen – Speed Dating für Senioren erhielt er 2015 den Grimme-Preis und 2016 den Deutschen Fernsehpreis.

## Filmografie (Auswahl)
- 1997: Premutos – Der gefallene Engel
- 1998: Mein Freund, der Bulle (Fernsehfilm)
- 2003: Die Hydronauten (Fernsehserie, 26 Episoden)
- 2008: Die Glücklichen (Kinofilm)
- 2008: Im öffentlichen Interesse (Dokumentarfilm, auch Regie)
- 2010: Koffie to Go (Fernsehserie, 3 Episoden)
- 2010: Starfighter – Mit Hightech in den Tod (Fernsehdokumentarfilm)
- 2012: Leg ihn um! – Ein Familienfilm
- 2012: You Drive Me Crazy (Dokumentarfilm)
- 2014: Altersglühen – Speed Dating für Senioren
- 2015: Komm schon! (Fernsehserie)
- 2015: Das Romeo-Prinzip (Fernsehfilm)
- 2016: Letzte Ausfahrt Gera – Acht Stunden mit Beate Zschäpe
- 2016: Wellness für Paare (Fernsehfilm)
- 2017: Krieg der Träume (TV-Serie)
- 2018: Wer hat eigentlich die Liebe erfunden? (Kinospielfilm)
- 2018: Deutschland im Kalten Krieg (Dokumehrteiler)
- 2018: Fisch für die Geisel (Kinospielfilm)
- 2019: Tonio & Julia (2 Folgen)
- 2020: Das Leben ist kein Kindergarten (Fernsehreihe)
- 2020: Für immer Sommer 90 (2 Folgen VoD)
- 2021: Das Begräbnis (Miniserie, 3 Folgen)
- 2022: Vergiss Meyn Nicht (Kinodokumentarfilm)
- 2024: Nelly und das Weihnachtswunder (Fernsehfilm)

## Auszeichnungen

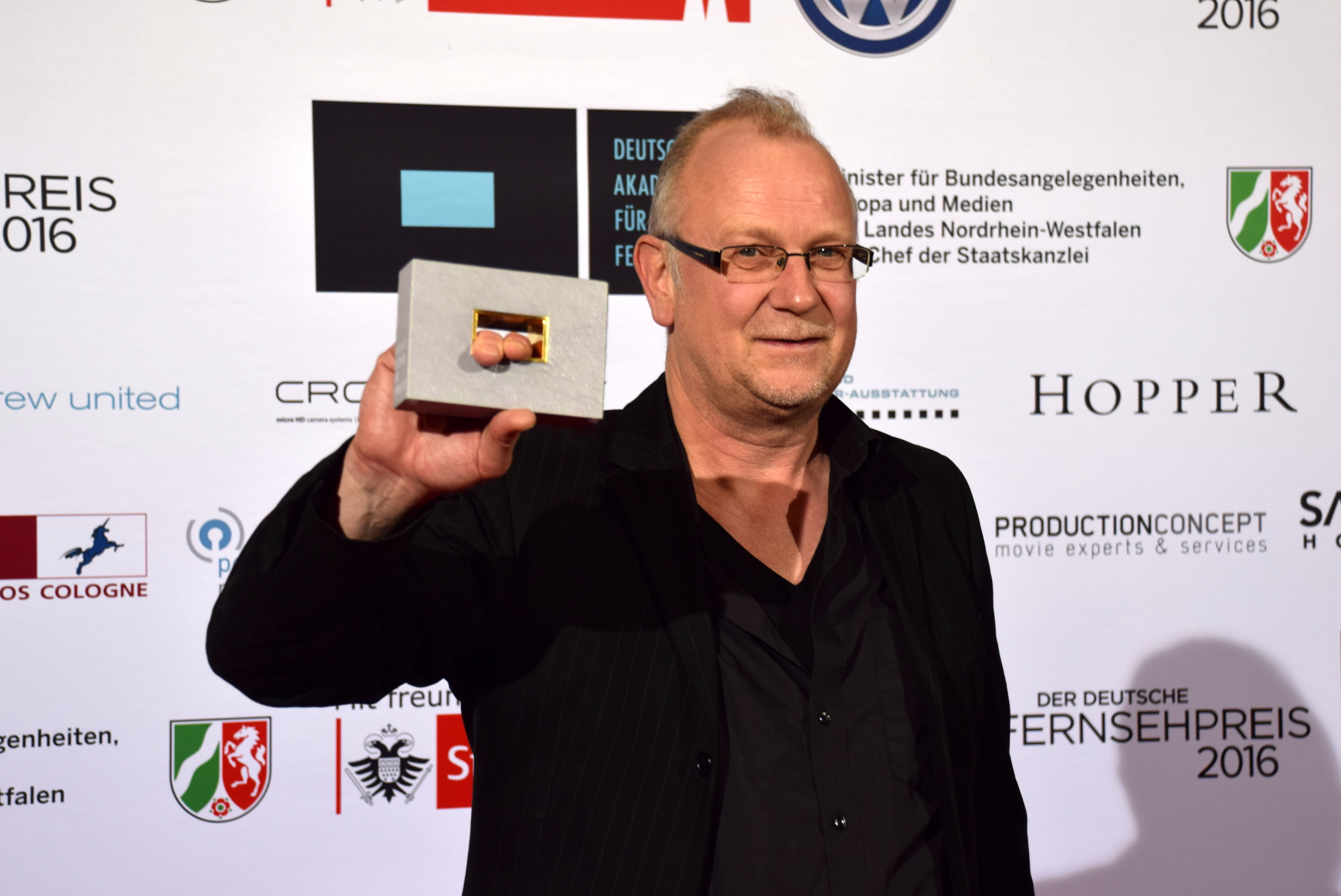
Ulf Albert mit dem Preis der Deutschen Akademie für Fernsehen: Bester Schnitt für Altersglühen

- 2015: Auszeichnung der Deutschen Akademie für Fernsehen in der Kategorie „Filmschnitt“ für Altersglühen
- 2015: Grimme-Preis für die Montage von Altersglühen
- 2016: Deutscher Fernsehpreis in der Kategorie „Bester Schnitt“ für Altersglühen
- 2020: Filmmakers Festival London „Best Editing of a Foreign Language Film“ für Fisch für die Geisel[1]
- 2024: „Bild-Kunst Schnitt Preis Dokumentarfilm“ beim Festival Edimotion für Vergiss Meyn Nicht